# Francisco Osorto
Francisco Salvador Osorto Guardado (La Unión, 20 marzo 1957 – San Salvador, 26 febbraio 2023) è stato un calciatore salvadoregno, di ruolo difensore.